# Соймонов, Алексей Дмитриевич
Алексей Дмитриевич Соймонов (1918 — 1995) — русский фольклорист.
Окончил Ленинградскому университет. Ученик известного отечественного фольклориста, литературоведа и этнографа М. К. Азадовского (1888—1954).
С 1939 года являлся заведующим сектором фольклора Карельского научно-исследовательского института культуры, сменив в этой должности сотрудницу Пушкинского Дома А. Н. Лозанову.
В 1941 году, с началом Великой Отечественной войны, ушёл на фронт; после её окончания работал в Пушкинском Доме. Редактировал научные издания сборников песен, выходивших в серии «Памятники русского фольклора».

## Основные работы
- Былины Пудожского края / Подгот. текста, авт. примеч.: Г. Н. Парилова, А. Д. Соймонов, авт. предисл., ред. А. М. Астахова. — Петрозаводск: Госиздат К-Ф ССР, 1941. — 511 с.: ил. — 10 000 экз.
- Русская литература и фольклор: XI—XVIII вв. / Отв. ред. В. Г. Базанов; ред.: Г. П. Макогоненко, А. Д. Соймонов. — Л.: Наука, 1970. — 432 с. — 3900 экз.
- Исторические песни XVIII века: Тексты / АН СССР. Ин-т русской лит-ры (Пушкинский Дом); подгот. изд.: О. Б. Алексеев, Л. И. Емельянов; отв. ред. А. Д. Соймонов. — М.: Наука, 1971. — 356 с. + ноты 11 л. — (Памятники русского фольклора). — 4000 экз.
- Соймонов А. Д. П. В. Киреевский и его собрание народных песен / Отв. ред. А. М. Астахова; Ин-т русской литературы (Пушкинский дом) АН СССР. — Л.: Наука. Ленингр. отд-ние, 1971. — 360 с. — 3200 экз.
- Собрание народных песен П. В. Киреевского: Записи Языковых в Симбирской и Оренбургской губерниях. Т. 1 / Подгот. текст А. Д. Соймонов. — Л.: Наука, 1977. — 326 с.: ил. — (Памятники русского фольклора). — 16 000 экз.

### Статьи
- Соймонов А. Д. Вопросы изучения классического фольклора в русской науке конца XIX века // Русский фольклор: Материалы и исследования. Т. 4 / Отв. ред. А. М. Астахова; АН СССР. Ин-т русской лит-ры (Пушкинский Дом). — М.; Л.: Изд-во АН СССР, 1959. — С. 196—218. — 531 с. — 2300 экз.
- Соймонов А. Д. Новые процессы в фольклоре восточных славян // Русский фольклор: Материалы и исследования. Т. 8: Народная поэзия славян / Отв. ред. В. Е. Гусев; АН СССР. Ин-т русской лит-ры (Пушкинский Дом). — М.; Л.: Изд-во АН СССР, 1963. — С. 241—272. — 436 с. — 1500 экз.
- Соймонов А. Д. Собирание и изучение русского фольклора периода Великой Отечественной войны // Русский фольклор Великой Отечественной войны. — М.; Л.: Наука, 1964. — С. 9-40. — 476 с. — 2000 экз.
- Соймонов А. Д. Вопросы текстологии и публикации фольклорных материалов из собрания песен П. В. Киреевского // Принципы текстологического изучения фольклора / Отв. ред. Б. Н. Путилов. — М.: Наука, 1966. — С. 5-36. — 301 с. — 1800 экз.
- Соймонов А. Д. П. В. Киреевский и русско-славянские связи первой половины XIX века // Русский фольклор: Материалы и исследования. Т. 11: Исторические связи в славянском фольклоре / Ред. А. М. Астахова; АН СССР. Ин-т русской лит-ры (Пушкинский Дом). — Л.: Наука, 1968. — С. 240—258. — 376 с. — 2300 экз.
- Соймонов А. Д. Фольклорное собрание П. В. Киреевского и русские писатели // Литературное наследство. Т. 79: Песни, собранные писателями: новые материалы из архива П. В. Киреевского / Ред. С. А. Макашин [и др.]. — М.: Наука, 1968. — С. 121—168. — 677 с.: ил. — 4000 экз.
- Соймонов А. Д. А. С. Пушкин // Литературное наследство. Т. 79: Песни, собранные писателями: новые материалы из архива П. В. Киреевского / Ред. С. А. Макашин [и др.]. — М.: Наука, 1968. — С. 171—230. — 677 с.: ил. — 4000 экз.
- Соймонов А. Д. Свод русской народной песни: проблема источников // Русский фольклор: Материалы и исследования. Т. 17: Проблемы «Свода русского фольклора» / Отв. ред. А. А. Горелов; АН СССР. Ин-т русской лит-ры (Пушкинский Дом). — Л.: Наука, 1977. — С. 131—148. — 208 с. — 3150 экз.